# Warner Music Canada
Warner Music Canada é uma gravadora da Canadá. Essa empresa está associado com a Federação Internacional da Indústria Fonográfica - IFPI.